# Bloemfontein
Bloemfontein je glavni grad pokrajine Oranje te sudsko središte Južnafričke Republike.
Među građevinama ističu se gradska vijećnica, sveučilište (1855.), muzej, astronomski opservatorij i dr. Tu je poznato ljetovalište. Glavne industrije su metalurgija, prehrambena, duhanska i kožna industrija. Postoji željeznička veza s lukama Durban, Nort Elizabeth i Capetown.